# 三跪九叩頭の礼
三跪九叩頭の礼（さんききゅうこうとうのれい、繁体字：三跪九叩頭之禮、拼音：Sān guì jiǔ kòutóu zhī lǐ、満洲語：ᡳᠯᠠᠨ
ᠨᡳᠶᠠᡴᡡᠨ
ᡠᠶᡠᠨ
ᡥᡝᠩᡴᡳᠨ ᡳ
ᡩᠣᡵᠣ 、転写：ilan niyakūn uyun hengkin i doro）は、清朝皇帝の前でとる臣下の礼の1つ。単に三跪九叩頭または三跪九叩と呼ばれる場合もある。

## 概要
叩頭礼は本来、神仏や直系尊属に対して尊敬の念を示すために行われた礼であった。明の時代になって、大臣たちが皇帝に示す一種の礼儀として叩頭礼が始まったが、当時は「五拝三叩頭の礼」であった。藩属国の朝貢使が入京して皇帝に会うときも、この礼をすることが必要とされるようになった。満洲人は天に対する礼拝に三跪九叩頭の礼を用いており、清が北京に入って後、三跪九叩頭の礼が明代の五拝三叩頭の礼にとってかわった。

## 手順
叩頭 (hengkin) とは額を地面に打ち付けて行う礼である。三跪九叩頭の礼では、
1. 「跪」の号令で跪き、
2. 「一叩（または『一叩頭』）」の号令で手を地面につけ、額を地面に打ち付けて音を鳴らす。
3. 「二叩（または『再叩頭』）」の号令で手を地面につけ、額を地面に打ち付けて音を鳴らす。
4. 「三叩（または『三叩頭』）」の号令で手を地面につけ、額を地面に打ち付けて音を鳴らす。
5. 「起」の号令で起立する。

これを計3回繰り返すので、合計9回、「手を地面につけ、額を地面に打ち付ける」こととなる。
紫禁城の前庭での国事祭礼において、皇帝の前で臣下が一斉におこなった。また、琉球王朝では、中国からの勅使に対し、王が王都の郊外に出向き、自ら三跪九叩頭の礼で迎えていた。その郊外の地が琉球の場合は守礼門である。李氏朝鮮の場合は、中国の使臣を王が直接郊外で迎えなかった。

## 東アジア各国の対応

### 琉球王朝

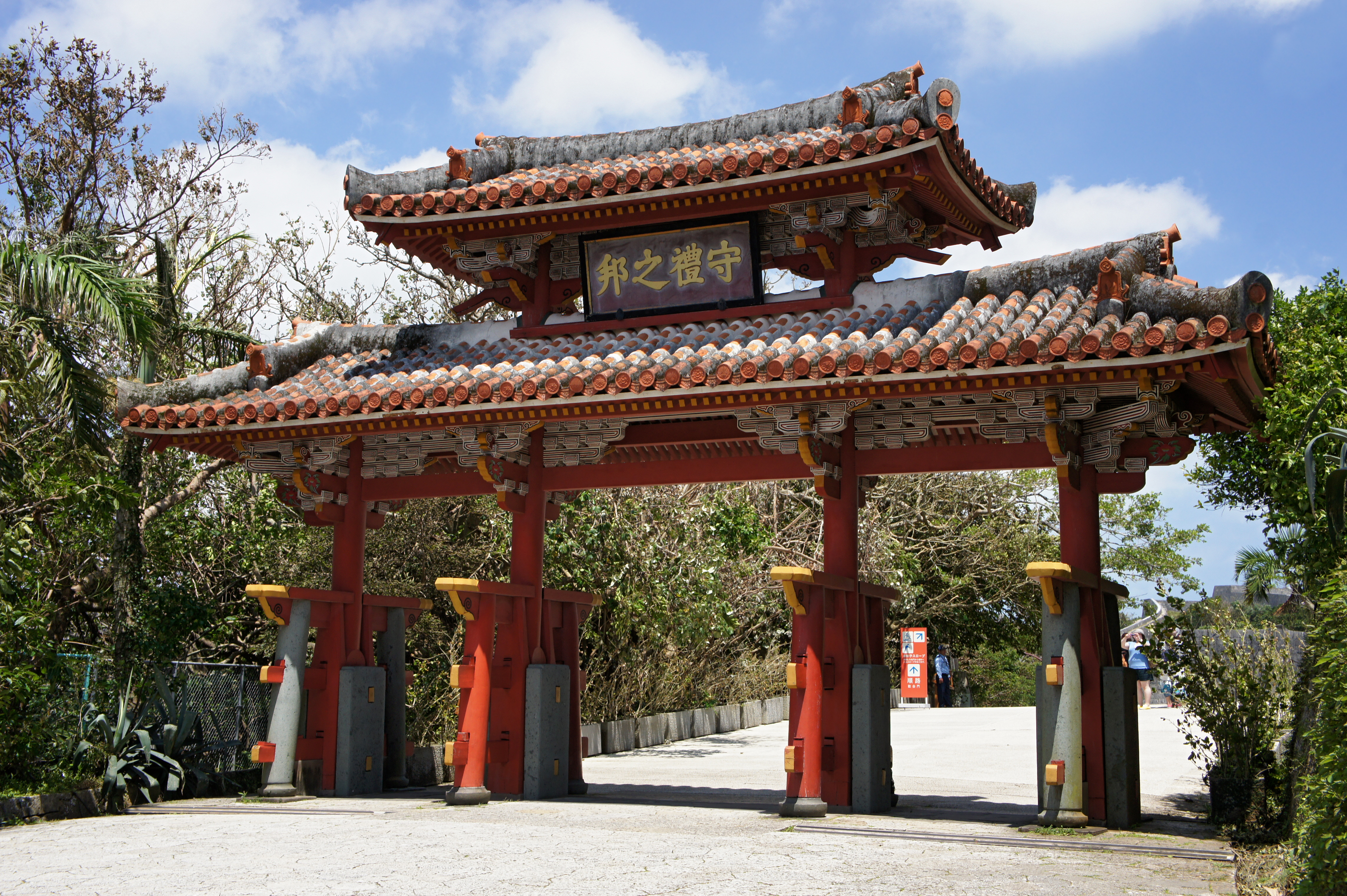
守礼門（上の綾門）

琉球王朝は冊封使を迎えるために立派な門、通称守礼門（写真下）をつくり、「守禮之邦」の扁額を掲げ、宮殿にてこの三跪九叩頭の礼をとっていた。「守禮之邦」の守禮とは皇帝に対する礼を意味する。
文化五戊辰年（1808年）六月十七日の記事に次のような記述がある（外部リンク参照）。

### 李氏朝鮮
ソウル西部には、迎恩門と呼ばれる、中国の勅使を迎えるための門があった。
1636年、後金のハーン・ホンタイジが国号を清として新たにその皇帝に即位し、李氏朝鮮に君臣関係による朝貢と服属を求めた。朝鮮の国王仁祖が拒絶したため、ホンタイジはただちに兵を挙げ、朝鮮軍は降伏した。和議の条件の1つに大清皇帝功徳碑を建立させた。仁祖はこの碑を建てた三田渡の受降壇で、ホンタイジに向かって三跪九叩頭の礼を行い、許しを乞うた。

### 日本(明治時代)
1873年、台湾事件の処理と日清修好条規の批准書交換に赴いた外務卿副島種臣は、同治帝に謁見する前に清朝側から三跪九叩頭の礼を取るように要求されたが、自分は朝貢国の使節ではなく、対等な国家の全権大使であることを強調した。当時、北京に駐在した欧米列国の公使らも、皇帝の成婚と親政を祝いするという名分を掲げて対等な儀式に従って謁見を試みたが、再三成功しなかった。副島は五倫を引用して日清関係を「朋友之交」にたとえ、立礼による謁見を主張しながら、帰国も辞さないという強硬な態度を見せた。結局、謁見問題について妥協していた李鴻章の了解を得て、ついに同年6月29日に当初の要求どおりに副島は立礼に従って同治帝を謁見した。これは前近代以来の中国史上初めて立礼を通じて正式に皇帝に謁見を済ませるという、画期的な出来事であった。

## 欧州各国の対応
ロシアの東洋語学博士ボスドネフは、1887年の時点で、おおむね次のとおりの説明・評価をしている。1522年（明の嘉靖元年）寧波に来舶して貿易を開いたポルトガル人は僅か二十年を経ずして居留地を追われ、逃れた厦門からも放逐された。以来ヨーロッパ人たちは武力による脅しの手段で中国との貿易を開こうと試みたが、幾度かの経験すべてが失敗に終わったため、中国皇帝の命令を甘受する方法に変更し目的を果たそうとした。1544年（明の嘉靖23年）以後、中国に来舶する欧州人たちは貿易による利益を求めて自国の名誉を棄て去り、ただ命令に従うに至った。彼らは互いに他国を誹謗して貶め、自国とだけ貿易を行うよう皇帝に懇願した。その姿は、元来外国人を蛮夷視する習慣があった中国人をして、西洋人に対する傲慢心を益々増長させる原因ともなった。

### オランダ

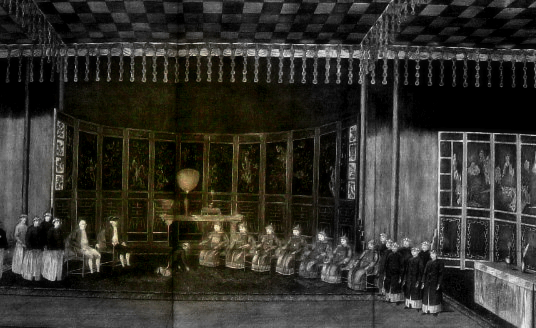
宮廷で乾隆帝との謁見式に臨むイサーク・ティチング使節団

以下、清朝皇帝謁見の際に三跪九叩頭の礼を実行している。
- 1655年（順治11年）オランダ大使ゴエルおよびハイゼル[3]
- 1664年（康熙3年）オランダ大使グルニ[3]
- 1753年（乾隆18年）オランダ公使[4]
- 1793年（乾隆58年）オランダ大使イサーク・ティチング[4]

### ポルトガル
以下、清朝皇帝謁見の際に三跪九叩頭の礼を実行している。
- 1727年（雍正5年）ポルトガル大使アレクサンドル・メテッロ[3]
- 1753年（乾隆18年）ポルトガル公使[4]

### イギリス
- 明朝の時代に遡るが、1637年（崇禎10年）イギリス貿易遠征隊長カピタン・ウェッデリの代理者が条約の締結に当たり、広東省を管轄する官吏に対して跪坐叩頭の礼を実施[3]。
- 1793年（乾隆58年）、初のイギリス訪中使節団団長として乾隆帝と謁見したイギリスの外交官ジョージ・マカートニーは、三跪九叩頭の礼を拒否してイギリス流に片膝を立てた姿勢で儀礼を済ませたため土産品の交換のみに終わり、貿易拡大と国交樹立の目的は果たせなかった[5]。
- 1816年（嘉慶21年）にはウィリアム・アマーストが二度目の訪中使節団長として派遣されるも、三跪九叩頭の礼を拒否。これに怒った清側によって嘉慶帝との謁見を拒絶された[5]。
- 三度目は1834年（道光14年）にウィリアム・ネイピアが任命されたが北京訪問すらかなわず、皇帝との会見には至っていない[5]。